# Kaputxia suko
Kaputxia suko o Bejtlas suko (rus: Бежтинцы, капучинцыBejtintsy,,kaputxintsy, en àvar БежтӀал) són un petit grup ètnic del Daguestan que viuen al districte de Tiyarata, auls de Bejiti, Khotxarkhota i Tiyadal, en país àvar. Són musulmans sunnites i al viure a les muntanyes han conservat els costums tradicionals. En general són pastors, amb un procentatge menor de pagesos i artesans.
Parlen una de les llengües del grup dido, el kaputxa (les altres llengües dido són el ginukh, el khunzal i el khvarshi), dins la divisió avar-andi-dido de llengües iberoicaucàsiques del nord-est. Al cens de 1926 1,448 persones van declarar aquesta nacionalitat. La llengua no s'escriu i la gent és trilingüe (kaputxa, avar i rus).